# Class 68
De Class 68 is een universele diesel-elektrische locomotief gebouwd door Vossloh voor het Britse Direct Rail Services. Het ontwerp is afgeleid van de Vossloh Eurolight, en Vossloh gebruikt UKLight als productnaam. De locomotief heeft de bijnaam schildpad gekregen als gevolg van de gelijkenis met het schild van een schildpad.

## Achtergrond
Op 5 januari 2012 maakte Direct Rail Services bekend dat ze 15 locomotieven van het type Vossloh Eurolight had besteld bij Vossloh voor intermodaal- en reizigersverkeer met een 2,8 MW C175-16 motor en een maximumsnelheid van 160 km/u met een geplande levering eind 2013. De waarde van het contract werd geschat op £45 miljoen. In september 2014 werd bekend dat ook de optie op tien exemplaren eveneens zal worden uitgeoefend.
De locomotieven werden ingedeeld als TOPS class 68, Vossloh zelf hanteert de naam UKLight voor haar ontwerp.
De Class 68 voldoet aan de fase III A van de Europese uitstootnormen.

## Aflevering
De eerste locomotief werd maandenlang getest op de testbaan in het Tsjechische Velim voordat ze naar het Verenigd Koninkrijk werden verscheept. Het tweede exemplaar van de serie, met nummer 68002, kwam als eerste aan in Engeland in januari 2014. Eind 2014 waren alle locomotieven geleverd, per 1 januari 2015 voldoet de Caterpillar niet aan de uitstootnormen.

## Gebruik
De Class 68 is een universele locomotief die zowel voor goederen als personentreinen kan worden ingezet. DRS heeft een contract met Venice Simplon Orient Express voor het stellen van locomotieven voor de Northern Belle. DRS heeft laten weten dat de locomotieven waarschijnlijk worden ingezet voor containertreinen en voor Network Rail treinen op contract basis, echter niet voor treinen met kernafval.
De eerste reizigerstreinen die werden getrokken door de Class 68 waren de speciale treinen naar Gleneagles voor de Ryder Cup in 2014.
Chiltern Railways huurt zes exemplaren vanaf december 2014 ter vervanging van haar Class 67 op de Chiltern Main Line tussen London en Birmingham. Deze worden geschilderd in de Chiltern kleurstelling en uitgerust met apparatuur voor trek-duw formaties zodat ze kunnen rijden met Mark 3 stammen. Twee locomotieven, 68008 en 68009, in DRS kleurstelling zijn eveneens voorzien van trek-duw apparatuur.

## Overzicht
| Vervoerder           | Aantal (jaar)         | TOPS nummering | Opmerkingen                                    |
| -------------------- | --------------------- | -------------- | ---------------------------------------------- |
| Direct Rail Services | 15 (2013-2014)        | 68001-68009    |                                                |
| Chiltern Railways    | 15 (2013-2014)        | 68010-68015    | Gehuurd van DRS                                |
| Direct Rail Services | 10 (nog niet gebouwd) | 68016-68025    | Optie voor 10 locomotieven uitgeoefend bij DRS |

Voor aflevering kregen de eerste negen de namen:
- 68001 Evolution
- 68002 Intrepid
- 68003 Astute
- 68004 Rapid
- 68005 Defiant
- 68006 Daring
- 68007 Valiant
- 68008 Avenger
- 68009 Titan

De locomotieven voor Chiltern Railways, werden geleverd zonder naam.

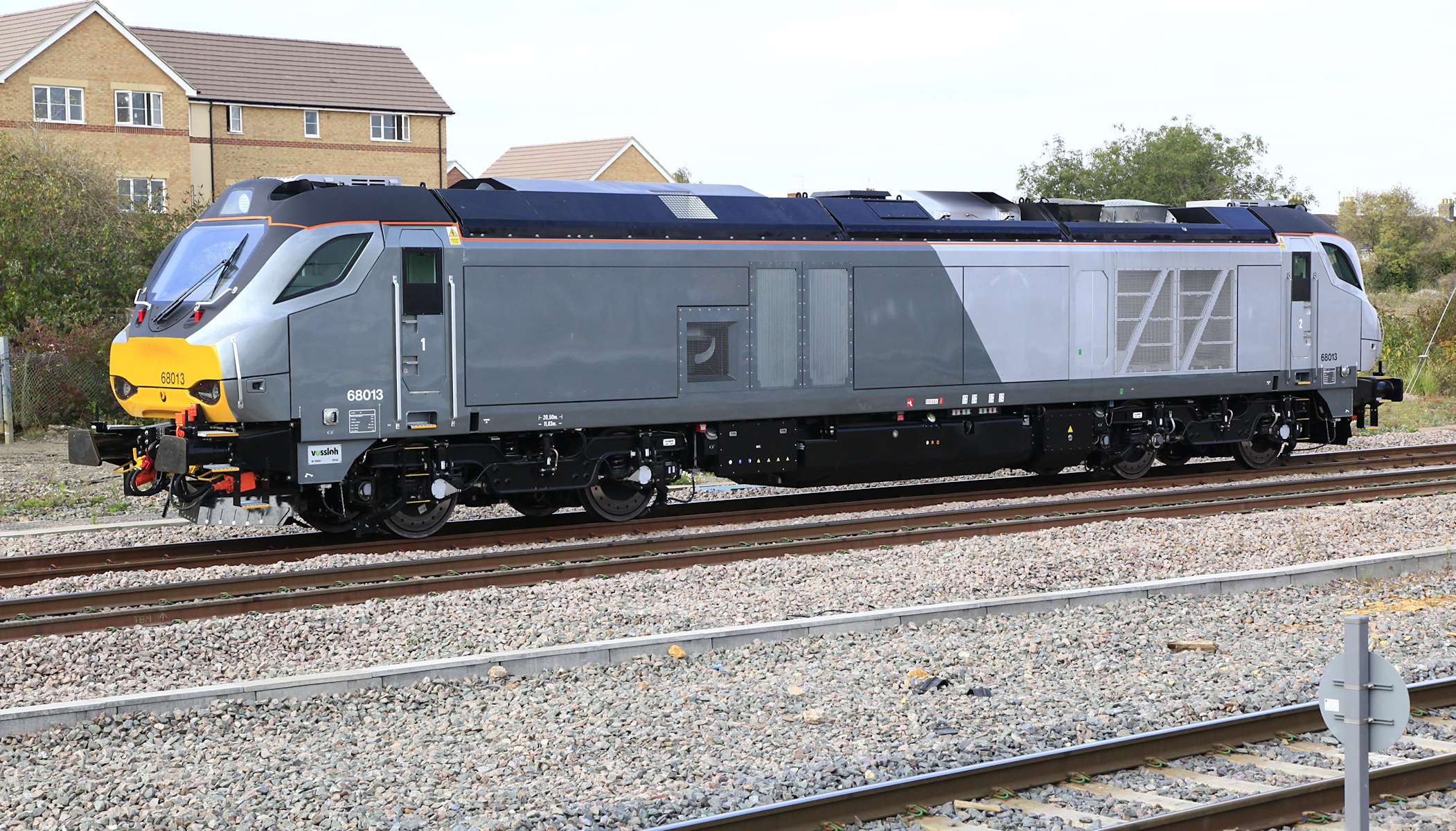
De 68013 in Peterborough